# Givi Chokheli
Givi Dmitrievitch Chokheli (en russe : Гиви Дмитриевич Чохели, Guivi Dmitrievitch Tchokheli, en géorgien : გივი ჩოხელი), né le 27 juin 1937 à Telavi, est un footballeur géorgien évoluant au poste de défenseur. Il fait partie de l'équipe de l'URSS qui remporte le titre de champion d'Europe lors de l'Euro 1960. Il meurt le 25 février 1994 à Tbilissi.

## Carrière
Chokheli commence sa carrière sous les couleurs du Dinamo Telavi en 1956, il n'y restera pas longtemps car il partira pour le club du Dinamo Tbilissi lors de la saison 1956/1957 pour y rester jusqu'à la fin de sa carrière lors de la saison 1964/1965. Chokheli sera sélectionné à 19 reprises par son pays et participera à l'aventure de l'Euro 1960 en France où l'URSS remporta son premier titre européen aux dépens de la Yougoslavie. Il sera titularisé à 2 reprises par Gavriil Kachalin lors de cette compétition et il montrera l'étendue de son talent. Après que l'URSS s'est hissé sur le toit de l'Europe, l'Union Soviétique participe à la Coupe du monde de football de 1962, Chokheli est titulaire trois fois lors de la compétition mais ne peut empêcher le naufrage de son équipe face au pays organisateur, le Chili 2-1 lors des quarts de finale.
Chokheli totalise dans sa carrière au Dinamo Tbilissi : 159 matchs et 4 buts et 19 matchs en sélection.

## Du terrain au banc d'entraineur
Chockheli entrainera l'équipe du Dinamo Tbilissi lors de la saison 1969/1970 où il emmènera son équipe jusqu'en finale de la Coupe d'URSS de football et en 1974 où il ne remportera rien.

## Statue à Telavi

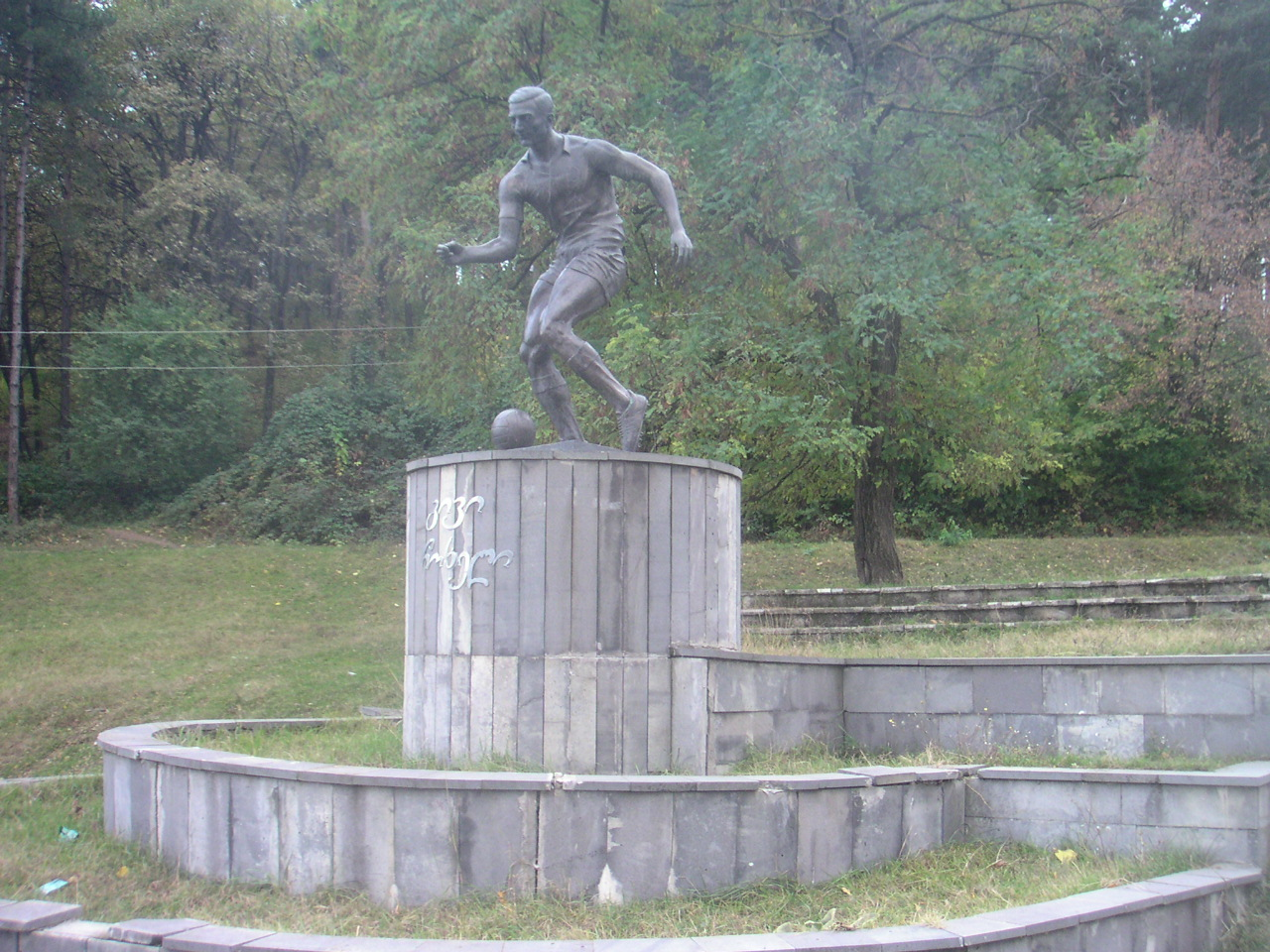
statue de Chokheli face au stade municipal de Telavi

Chokheli possède sa statue ; celle-ci se trouve face au stade municipal de Telavi.

## Statistiques
| Saison                | Club                  | Championnat           | Championnat | Championnat | Coupe(s) nationale(s) | Coupe(s) nationale(s) | Total | Total |
| Saison                | Club                  | Division              | M.          | B.          | M.                    | B.                    | M.    | B.    |
| 1957                  | Dinamo Tbilissi       | D1                    | 7           | 0           | 1                     | 0                     | 8     | 0     |
| 1958                  | Dinamo Tbilissi       | D1                    | 18          | 3           | 1                     | 0                     | 19    | 3     |
| 1959                  | Dinamo Tbilissi       | D1                    | 22          | 0           | 2                     | 0                     | 24    | 0     |
| 1960                  | Dinamo Tbilissi       | D1                    | 25          | 0           | 3                     | 0                     | 28    | 0     |
| 1961                  | Dinamo Tbilissi       | D1                    | 25          | 0           | 2                     | 0                     | 27    | 0     |
| 1962                  | Dinamo Tbilissi       | D1                    | 24          | 0           | 1                     | 0                     | 25    | 0     |
| 1963                  | Dinamo Tbilissi       | D1                    | 38          | 1           | 1                     | 0                     | 39    | 1     |
| Total sur la carrière | Total sur la carrière | Total sur la carrière | 159         | 4           | 11                    | 0                     | 170   | 4     |